# Komadzyn
Komadzyn [pronunciación en polaco: /kɔˈmad͡zɨn/] es un pueblo ubicado en el distrito administrativo de Gmina Kutno, dentro del condado de Kutno, Voivodato de Łódź, en el centro de Polonia. Se encuentra a unos 6 kilómetros al noreste de Kutno y a 53 kilómetros al norte de la capital regional Łódź.